# Romanian International 1999
Die Romanian International 1999 fanden vom 17. bis zum 19. September 1999 in Timișoara statt. Es war die sechste Austragung dieser internationalen Meisterschaften von Rumänien im Badminton.

## Medaillengewinner
| Disziplin    | Gold                         | Silber                               | Bronze                                   |
| ------------ | ---------------------------- | ------------------------------------ | ---------------------------------------- |
| Herreneinzel | Hidetaka Yamada              | Jacek Niedźwiedzki                   | Jan Vondra                               |
| Herreneinzel | Hidetaka Yamada              | Jacek Niedźwiedzki                   | Boris Kessov                             |
| Dameneinzel  | Maja Pohar                   | Neli Nedyalkova                      | Dimitriika Dimitrova                     |
| Dameneinzel  | Maja Pohar                   | Neli Nedyalkova                      | Petya Nedelcheva                         |
| Herrendoppel | Harald Koch Jürgen Koch      | Manuel Dubrulle Vincent Laigle       | Jean-Frédéric Massias Jacek Niedźwiedzki |
| Herrendoppel | Harald Koch Jürgen Koch      | Manuel Dubrulle Vincent Laigle       | Grigore-Radu Carlan Florin Posteucă      |
| Damendoppel  | Diana Koleva Neli Nedyalkova | Petya Nedelcheva Raina Tzvetkova     | Irina Koloskova Anastasia Russkikh       |
| Damendoppel  | Diana Koleva Neli Nedyalkova | Petya Nedelcheva Raina Tzvetkova     | Dimitriika Dimitrova Margarita Mladenova |
| Mixed        | Andrej Pohar Maja Pohar      | Alexandr Russkikh Anastasia Russkikh | Pavel Mečár Barbora Bobrovská            |
| Mixed        | Andrej Pohar Maja Pohar      | Alexandr Russkikh Anastasia Russkikh | Harald Koch Diana Koleva                 |